# Isar-Damu
Isar-Damu, qui a régné vers 2320 av. J.-C.., est un roi (malikum) du premier royaume éblaïte et est probablement le dernier roi de ce premier royaume.
Isar-Damu a mené une longue guerre avec le royaume de Mari qui s'est soldée par une victoire éblaïte.

## Règne
Isar-Damu succède à son père, Irkab-Damu, alors qu'il est encore jeune. Sa mère, Dusigu, semble avoir profité de sa position d'épouse préférée de son mari et de son probable lien familial avec le puissant vizir Ibrium pour élever son fils au trône, bien qu'il soit l'un des plus jeunes fils d'Irkab-Damu.
Les premières années du règne d'Isar-Damu sont marquées par une domination certaine de sa mère et du vizir ; des textes d'Ebla montrent en effet que le nom d'Isar-Damu apparaît sur des documents officiels après celui de sa mère. Ibrium, en tant que commandant de l'armée, a mené plusieurs campagnes contre des vassaux rebelles et des royaumes voisins.
Isar-Damu a conclu une alliance avec Nagar et les relations ont progressé vers un mariage dynastique entre la princesse Tagrish-Damu, fille d'Isar-Damu, et le prince Ultum-Huhu, fils du monarque de Nagar,. Au cours de la septième année du mandat d'Ibrium, Nagar est vaincu par Mari, ce qui a pour effet de bloquer les routes commerciales entre Ebla et le sud de la Mésopotamie via la haute Mésopotamie.
Ibrium devient vizir deux ans avant le règne d'Isar-Damu et garde ce poste pendant vingt ans. Il meurt au cours de la dix-huitième année du règne d'Isar-Damu,. Trois ans plus tard, la reine mère Dusigu meurt. Après la mort d'Ibrium, une campagne éblaïte est menée contre Alalakh. Isar-Damu conclut une alliance avec Nagar et Kish contre Mari et la campagne était dirigée par le vizir éblaïte Ibbi-Sipish, fils d'Ibrium, qui a mené les armées combinées à la victoire dans une bataille près de Terqa  Par la suite, l’alliance a attaqué la ville vassale rebelle éblaïte d’ Armi.

## Succession
Isar-Damu a gouverné pendant 35 ans ; son épouse principale était Tabour-Damou. Cependant le prince héritier, Ir'ak-Damu, est le fils de cette dernière, issu d'un précédent mariage avec une personnalité dont le nom reste inconnu. Bien qu'Isar-Damu soit généralement considéré comme le dernier monarque du premier royaume d'Ebla, son fils, Ir'ak-Damu, marié à Za'ase, la fille d'Ibbi-Sipish peut lui avoir succédé pendant une courte période